# Carlota de Godoy, II duchessa di Sueca
Carlota de Godoy, II duchessa di Sueca (in spagnolo: Doña Carlota Luisa Manuela de Godoy y Borbón, segunda marquesa de Boadilla del Monte, segunda condesa de Evoramonte; Madrid, 7 ottobre 1800 – Parigi, 13 maggio 1886), è stata una nobildonna spagnola.

## Biografia
Era l'unica figlia del primo ministro di Carlo IV, Manuel de Godoy, e di Maria Teresa di Borbone-Vallabriga, figlia dell'infante Luigi Antonio di Borbone-Spagna.
Fu battezzata dall'arcivescovo di Toledo (che era Inquisitore Generale), Francisco Antonio de Lorenzana y Butrón, a El Escorial.
Carlota non venne amata da sua madre, al contrario dalla regina Maria Luisa, sua madrina, quando durante il suo esilio romano voleva che lei sposasse il figlio Francesco di Paola, che secondo i pettegolezzi dell'epoca, era frutto della sua relazione extraconiugale con Godoy.

## Matrimonio
Sposò, l'8 novembre 1821 a Roma, il principe Camillo Ruspoli, figlio di Francesco Ruspoli, III principe di Cerveteri, capo delle scuderie dei dragoni di Leone XII. Il matrimonio fu autorizzato da Ferdinando VII. Ebbero due figli:
- Adolfo Ruspoli, II duca di Alcudia (28 dicembre 1822-4 febbraio 1914)
- Luigi Ruspoli, III marchese di Boadilla del Monte (22 agosto 1828-21 dicembre 1893)

## Morte
Attraverso un decreto reale, il 1 gennaio 1828, sua madre ereditò la metà dei beni confiscati di suo marito e dopo la sua morte passarono a Carlota.
I duchi di San Fernando, zii di Carlota, non avevano eredi e perciò sua zia, Maria Luisa di Borbone-Vallabriga, fece testamento nominandola sua erede. Carlota ereditò la collezione di dipinti ereditati dai suoi nonni e suo zio, il cardinale Luis María de Borbón y Vallabriga.
Morì il 13 maggio 1886 a Parigi.

## Ascendenza
|                                                           |                         |                                                                        | Genitori                                                                                 |  |  | Nonni |  |  | Bisnonni                           |  |  | Trisnonni                     |  |
|                                                           |                         |                                                                        |                                                                                          |  |  |       |  |  | 8. Luis Vicente de Godoy y Morillo |  |  | 16. Alonso de Godoy y Cáceres |  |
|                                                           |                         |                                                                        |                                                                                          |  |  |       |  |  | 8. Luis Vicente de Godoy y Morillo |  |  | 16. Alonso de Godoy y Cáceres |  |
|                                                           |                         | 17. Ana Morillo                                                        |                                                                                          |  |  |       |  |  | 8. Luis Vicente de Godoy y Morillo |  |  |                               |  |
| 4. José de Godoy y Sánchez de los Ríos                    |                         |                                                                        |                                                                                          |  |  |       |  |  | 8. Luis Vicente de Godoy y Morillo |  |  |                               |  |
|                                                           |                         | 9. Antonia Sánchez de los Ríos y Méndez-Landero                        | 18. N. Sánchez de los Ríos                                                               |  |  |       |  |  |                                    |  |  |                               |  |
|                                                           |                         | 9. Antonia Sánchez de los Ríos y Méndez-Landero                        | 18. N. Sánchez de los Ríos                                                               |  |  |       |  |  |                                    |  |  |                               |  |
|                                                           |                         | 9. Antonia Sánchez de los Ríos y Méndez-Landero                        | 19. N. Méndez-Landero                                                                    |  |  |       |  |  |                                    |  |  |                               |  |
| 2. Manuel Godoy, principe della Pace                      |                         | 9. Antonia Sánchez de los Ríos y Méndez-Landero                        |                                                                                          |  |  |       |  |  |                                    |  |  |                               |  |
|                                                           |                         | 10. Diego Álvarez de Faria y Rodríguez-Pimienta                        | 20. Rodrigo Álvarez de Faria y Pinto                                                     |  |  |       |  |  |                                    |  |  |                               |  |
|                                                           |                         | 10. Diego Álvarez de Faria y Rodríguez-Pimienta                        | 20. Rodrigo Álvarez de Faria y Pinto                                                     |  |  |       |  |  |                                    |  |  |                               |  |
|                                                           |                         | 10. Diego Álvarez de Faria y Rodríguez-Pimienta                        | 21. Constanza Rodríguez-Pimienta y Quirós                                                |  |  |       |  |  |                                    |  |  |                               |  |
| 5. María Antonia Justa Álvarez de Faria y Sánchez-Zarzosa |                         | 10. Diego Álvarez de Faria y Rodríguez-Pimienta                        |                                                                                          |  |  |       |  |  |                                    |  |  |                               |  |
|                                                           |                         | 11. Juana Sánchez-Zarzosa y Lozano                                     | 22. Alonso Sánchez y Zarzosa                                                             |  |  |       |  |  |                                    |  |  |                               |  |
|                                                           |                         | 11. Juana Sánchez-Zarzosa y Lozano                                     | 22. Alonso Sánchez y Zarzosa                                                             |  |  |       |  |  |                                    |  |  |                               |  |
|                                                           |                         | 11. Juana Sánchez-Zarzosa y Lozano                                     | 23. Isabel Lozano y Vibas                                                                |  |  |       |  |  |                                    |  |  |                               |  |
| 1. Carlota de Godoy, II duchessa di Sueca                 |                         | 11. Juana Sánchez-Zarzosa y Lozano                                     |                                                                                          |  |  |       |  |  |                                    |  |  |                               |  |
|                                                           | 12. Filippo V di Spagna | 24. Luigi di Borbone-Francia                                           |                                                                                          |  |  |       |  |  |                                    |  |  |                               |  |
|                                                           | 12. Filippo V di Spagna | 24. Luigi di Borbone-Francia                                           |                                                                                          |  |  |       |  |  |                                    |  |  |                               |  |
|                                                           | 12. Filippo V di Spagna | 25. Maria Anna Vittoria di Baviera                                     |                                                                                          |  |  |       |  |  |                                    |  |  |                               |  |
| 6. Luigi Antonio di Borbone-Spagna                        | 12. Filippo V di Spagna |                                                                        |                                                                                          |  |  |       |  |  |                                    |  |  |                               |  |
|                                                           |                         | 13. Elisabetta Farnese                                                 | 26. Odoardo II Farnese                                                                   |  |  |       |  |  |                                    |  |  |                               |  |
|                                                           |                         | 13. Elisabetta Farnese                                                 | 26. Odoardo II Farnese                                                                   |  |  |       |  |  |                                    |  |  |                               |  |
|                                                           |                         | 13. Elisabetta Farnese                                                 | 27. Dorotea Sofia di Neuburg                                                             |  |  |       |  |  |                                    |  |  |                               |  |
| 3. María Teresa de Borbone-Vallabriga                     |                         | 13. Elisabetta Farnese                                                 |                                                                                          |  |  |       |  |  |                                    |  |  |                               |  |
|                                                           |                         | 14. José de Vallabriga y Español, signore di Soliveta                  | 28. José de Vallabriga                                                                   |  |  |       |  |  |                                    |  |  |                               |  |
|                                                           |                         | 14. José de Vallabriga y Español, signore di Soliveta                  | 28. José de Vallabriga                                                                   |  |  |       |  |  |                                    |  |  |                               |  |
|                                                           |                         | 14. José de Vallabriga y Español, signore di Soliveta                  | 29. María Antonia Español, signora di Soliveta                                           |  |  |       |  |  |                                    |  |  |                               |  |
| 7. María Teresa de Vallabriga y Rozas                     |                         | 14. José de Vallabriga y Español, signore di Soliveta                  |                                                                                          |  |  |       |  |  |                                    |  |  |                               |  |
|                                                           |                         | 15. Josefa de Rozas y Drummond de Melfort, IV contessa di Castelblanco | 30. José de Rozas y Meléndez de la Cueva, I duca di San Andrés, II conte di Castelblanco |  |  |       |  |  |                                    |  |  |                               |  |
|                                                           |                         | 15. Josefa de Rozas y Drummond de Melfort, IV contessa di Castelblanco | 30. José de Rozas y Meléndez de la Cueva, I duca di San Andrés, II conte di Castelblanco |  |  |       |  |  |                                    |  |  |                               |  |
|                                                           |                         | 15. Josefa de Rozas y Drummond de Melfort, IV contessa di Castelblanco | 31. Francisca Drummond de Melfort y Wallace                                              |  |  |       |  |  |                                    |  |  |                               |  |
|                                                           |                         | 15. Josefa de Rozas y Drummond de Melfort, IV contessa di Castelblanco |                                                                                          |  |  |       |  |  |                                    |  |  |                               |  |